# Baequaertia
Baequaertia é um género botânico pertencente à família Celastraceae.

## Espécies
- Bequaertia mucronata